# Stonehenge (zespół muzyczny)
Stonehenge – polski zespół folkowy założony w 1996 roku w Jastrzębiu Zdroju, specjalizujący się w muzyce celtyckiej. Jego nazwa pochodzi od tajemniczego kamiennego kręgu położonego w mieście Salisbury na południu Anglii. Brzmienie zespołu charakteryzuje fuzja tradycyjnych tematów muzycznych z Zielonej Wyspy i nowoczesnego instrumentarium, nawet z wykorzystaniem loopów i sampli.
Obecnie zespół tworzy sześciu muzyków: gitarzysta Arkadiusz "Kosmos" Wąsik, skrzypek Kamil Krzanowski, akordeonista Janusz Jurczak, klawiszowiec Paweł Lemański, basista Piotr Fujcik i perkusista Marcin "Kwachu" Kisiel.
Na przestrzeni kilkunastu lat zespół nagrał i wydał własnym nakładem 3 albumy studyjne: Magic of Celtic Music (1999), Echo Wyspy (2000) i Celtic Express (2005).

## Skład zespołu
- Arkadiusz "Kosmos" Wąsik – gitary, śpiew (od 1996)
- Kamil Krzanowski – skrzypce (od 1996)
- Janusz Jurczak – akordeon, dudy (od 1996)
- Paweł Lemański – instr. klawiszowe, loopy (od 2007)
- Piotr Fujcik – gitara basowa (od 2010)
- Marcin "Kwachu" Kisiel – perkusja (od 2008)

Byli muzycy zespołu:
- Tomasz Andrzejewski – gitara basowa, gitara elektryczna (2009)
- Mirosław Niedziołko – gitara basowa (1999-2008)
- Szymon Borkowski – mandolina, banjo, gitara elektryczna, irish bouzuki (2001-2007)
- Rafał "Misiek" Nowak – perkusja, sample (2000-2007)
- Marcin Szermański – mandolina, banjo, gitara klasyczna (1999-2001)
- Marcin "Udo" Wiśniewski – gitara basowa (1997-1999)
- Józef "Dzidek" Kilijański – mandolina, gitara klasyczna (1996-1999)

## Dyskografia

### Albumy studyjne
- Magic of Celtic Music (1999, Word of Folk)
- Echo Wyspy (2001, Word of Folk)
- Celtic Express (2005, Word of Folk)